# Иллюстрированная хроника о императоре Генрихе VII

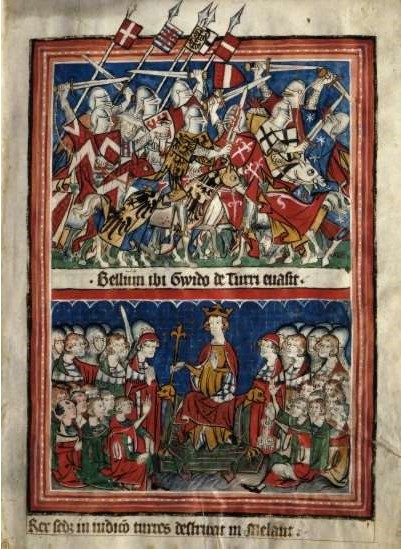

Иллюстрированная хроника о императоре Генрихе VII — сделанное по заказу курфюрста Бодуэна Люксембургского историческое сочинение о его брате императоре Генрихе VII. Сохранилась в оригинале XIV в. Охватывает период с 1308 по 1313 гг. Повествует главным образом о событиях в Священной Римской империи.

## Издания
- Kaiser Heinrichs Romfart. Die Bilderchronik von Kaiser Heinrich VII. und Kurfuerst Balduin von Luxemburg 1308—1313. Noerdlingen 1978.

## Переводы на русский язык
- Миниатюры «Хроники» с комментариями в переводе Е. В. Перекопской на сайте Восточная литература